# فرانك ويليام إريكسون
فرانك ويليام إريكسون (بالإنجليزية: Frank William Erickson)‏ هو ملحن أمريكي، ولد في 1 سبتمبر 1923، وتوفي في 21 أكتوبر 1996.